# Política de Guinea Bissau
La política de Guinea Bissau té lloc en un marc d'una democràcia representativa amb un Sistema semipresidencialista en transició, de manera que el President és cap d'Estat i el primer ministre és cap de govern, i hi ha sistema pluripartidista. El poder executiu és exercit pel govern. El poder legislatiu recau tant en el Govern com en l'Assemblea Nacional Popular.
Des de 1994, el sistema de partits ha estat dominat pel socialista Partit Africà per la Independència de Guinea i Cap Verd i el Partit de Renovació Social. El poder judicial és independent de l'executiu i el legislatiu.
Tot i el marc democràtic constitucional, els militars han exercit un poder substancial i han interferit repetidament en direcció civil des que es van instituir les eleccions multipartidistes en 1994. En els últims 16 anys, Guinea Bissau ha patit dos cops d'Estat, una guerra civil, un intent de cop, i un assassinat presidencial pels militars. Des de la independència del país el 1974, cap president ha acabat amb èxit un període complet de cinc anys.

## Desenvolupament polític

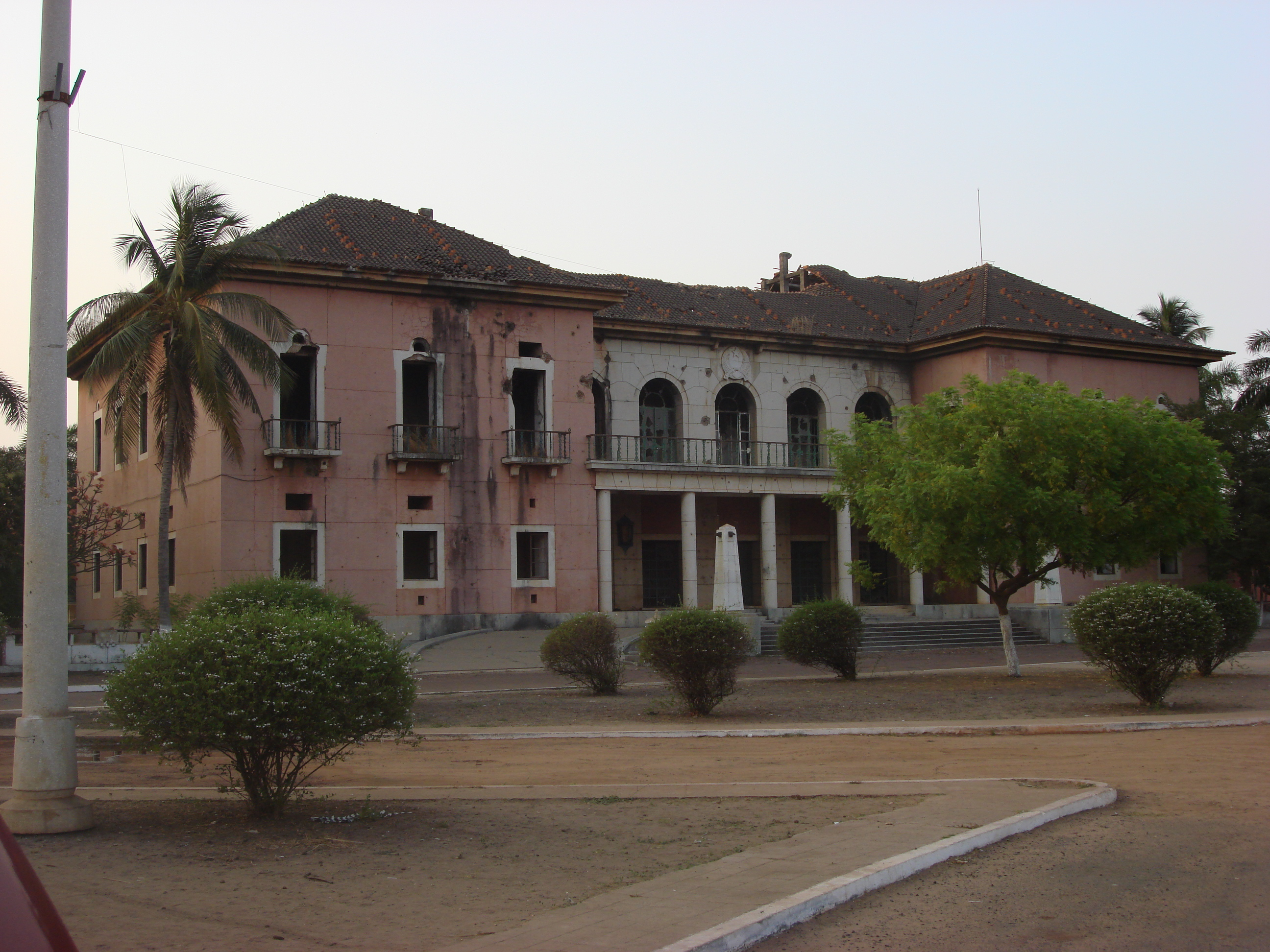
L'antic palau presidencial a la capital Bissau. L'edifici danyat fou abandonat després de la guerra civil de 1998-1999.

A Guinea Bissau el 1989, el dirigent Partit Africà per la Independència de Guinea i Cap Verd (PAIGC), sota la direcció del president João Bernardo "Nino" Vieira va començar a esbossar un programa de liberalització política que l'Assemblea Nacional Popular va aprovar en 1991. Les reformes que van aplanar el camí cap a la democràcia multipartidista incloïen la derogació dels articles de la constitució que havien consagrat el paper principal del PAIGC. Les lleis van ser ratificades per permetre la formació d'altres partits polítics, una premsa lliure, i sindicats independents amb dret de vaga.
Les primeres eleccions multipartidistes per a escollir president i parlament es van dur a terme el 1994. Arran de la guerra civil de 1998-1999 es van convocar noves eleccions presidencials i legislatives, de manera que arribaren al poder el líder de l'oposició Kumba Ialá i el seu Partit de Renovació Social al poder. Ialá va ser enderrocat en un cop incruent al setembre de 2003 i Henrique Pereira Rosa va jurar com a president.
L'expresident Viera va ser escollit novament president el juliol de 2005. El govern del primer ministre Carlos Gomes Júnior va ser elegit el març de 2004 en unes eleccions lliures i netes, però va ser reemplaçat pel govern del primer ministre Aristides Gomes, que va assumir el càrrec en novembre de 2005. Aristides Gomes va perdre un vot de no confiança i va presentar la seva renúncia al març de 2007.
Martinho Ndafa Kabi fou proposat com a primer ministre d'una coalició integrada pel PAIGC, el Partit de Renovació Social (PRS), i el Partit Unit Social Democràtic (PUSD). El 9 d'abril, es va anunciar que el president João Bernardo Vieira havia rebutjat l'opció de Kabi, però la coalició va dir que el mantenien com la seva opció i poc després Vieira va nomenar Kabi nou primer ministre. Va prendre possessió del càrrec el 13 d'abril, i el seu govern, integrat per 20 ministres (incloent vuit del PAIGC, vuit del PRS, i dos d'PUSD) va ser nomenat el 17 d'abril.

### Assassinat en 2009
El president Vieira va ser assassinat 2 de març de 2009 pels soldats com a represàlia per la mort del cap d'Estat Major Conjunt, el general Tagme Na Waie, que va ser mort el dia anterior.

### Descontentament militar de 2010
Abans de les eleccions legislatives de Guinea Bissau de 2008, la decisió de canviar la data electoral i ampliar el mandat parlamentari va donar lloc a una gran controvèrsia quan els diputats de l'Assemblea boicotejaren el president i van optar per estendre el seu mandat. Després que el Tribunal Suprem va anul·lar aquesta llei, el president Vieira va dissoldre l'Assemblea, permetent així que el comitè permanent continués treballant, i va nomenar un nou govern compost pels lleials.
El contraalmirall Bubo Na Tchuto va tractar d'organitzar un cop d'estat el 7 d'agost de 2008, però va ser descobert i detinguts; no obstant això, se les va arreglar per escapar del país. L'intent de cop va afegir inestabilitat abans de les eleccions parlamentàries. Posteriorment Gàmbia va arrestar Bubo Na Tchuto. Més tard va tornar a Guinea Bissau disfressat de pescador i es va refugiar en un complex de l'ONU. Encara que l'ONU va accedir a lliurar-lo al govern, va continuar residint en el compost. Com a resultat del seu retorn la seguretat al país va ser estretada, el que contribuí a la incertesa i inestabilitat.
L'1 d'abril de 2010, els soldats van entrar a les oficines de l'ONU i s'uniren a Bubo Na Tchuto. El mateix dia, els soldats van entrar a la residència del primer ministre Carlos Gomes Júnior i el portaren a les instal·lacions. Alhora, quaranta militars, inclòs Zamora Induta, cap de les Forces Armades de Guinea Bissau, van ser detinguts en una base de l'exèrcit. Centenars de partidaris del primer ministre van exigir el seu alliberament. En resposta, el cap de l'exèrcit adjunt, Antonio Ndjai, va dir: "Si la gent segueix sortint als carrers per mostrar el seu suport a Carlos Gomes Júnior, a continuació, mataré Carlos Gomes Junior ... o enviaré algú per matar-lo."
L'endemà el primer ministre va ser pres per reunir-se amb el president en què va dir: ... "No renunciaré perquè vaig ser elegit democràticament. Considero el que va passar dijous és un incident. La situació és ara estable. Els puc assegurar que les institucions tornaran a les seves funcions normals ". El secretari general de l'ONU i altres potències internacionals van condemnar el moviment, mentre que els ministres del govern va emetre un comunicat dient que "Els membres del Govern van expressar el seu suport i la seva adhesió al primer ministre i fermament condemnen l'ús de la força com a mitjà per resoldre els problemes." Les tensions es van calmar aparentment i el president Sanhá va dir que l'intent de cop va ser "una confusió entre soldats que van arribar al govern;" i el secretari general de l'ONU va parlar sobre la "detenció i posterior alliberament" del primer ministre. No obstant això, mentre que els membres del gabinet i la comunitat internacional va condemnar l'intent de cop i van parlar de l'alliberament del primer ministre, hi ha informes que encara indiquen que "soldats renegats" van tenir el primer ministre "sota vigilància".

### Intent de cop de 2011
Després es va informar que quan el cap de l'Estat Major de l'Exèrcit General Antonio Injai havia estat detingut per ordre del cap de l'armada el contraalmirall José Américo Bubo Na Tchuto, les seves tropes l'alliberaren mentre el primer ministre Carlos Gomes Júnior demanava asil a l'ambaixada d'Angola. Injai va dir llavors que el seu homòleg naval havia estat detingut. Els fets van passar mentre el president Malam Bacai Sanhá havia estat a París per rebre atenció mèdica.

### Cop de 2012
El 12 d'abril de 2012 l'exèrcit va prendre el control del districte central de la capital. El 16 d'abril els caps militars i una coalició de partits polítics anunciaren la formació d'un Consell nacional de Transició, sota la pressió internacional.

## Branca executiva
| Càrrec          | Nom            | Partit                                                  | Des de             |
| --------------- | -------------- | ------------------------------------------------------- | ------------------ |
| President       | José Mário Vaz | Partit Africà per la Independència de Guinea i Cap Verd | 23 de juny de 2014 |
| Primer Ministre | Baciro Djá     | Partit Africà per la Independència de Guinea i Cap Verd | 27 de maig de 2016 |

El president és escollit per vot popular per a un mandat de cinc anys. El primer ministre és nomenat pel president, prèvia consulta amb els líders del partit en el poder legislatiu.

## Branca legislativa

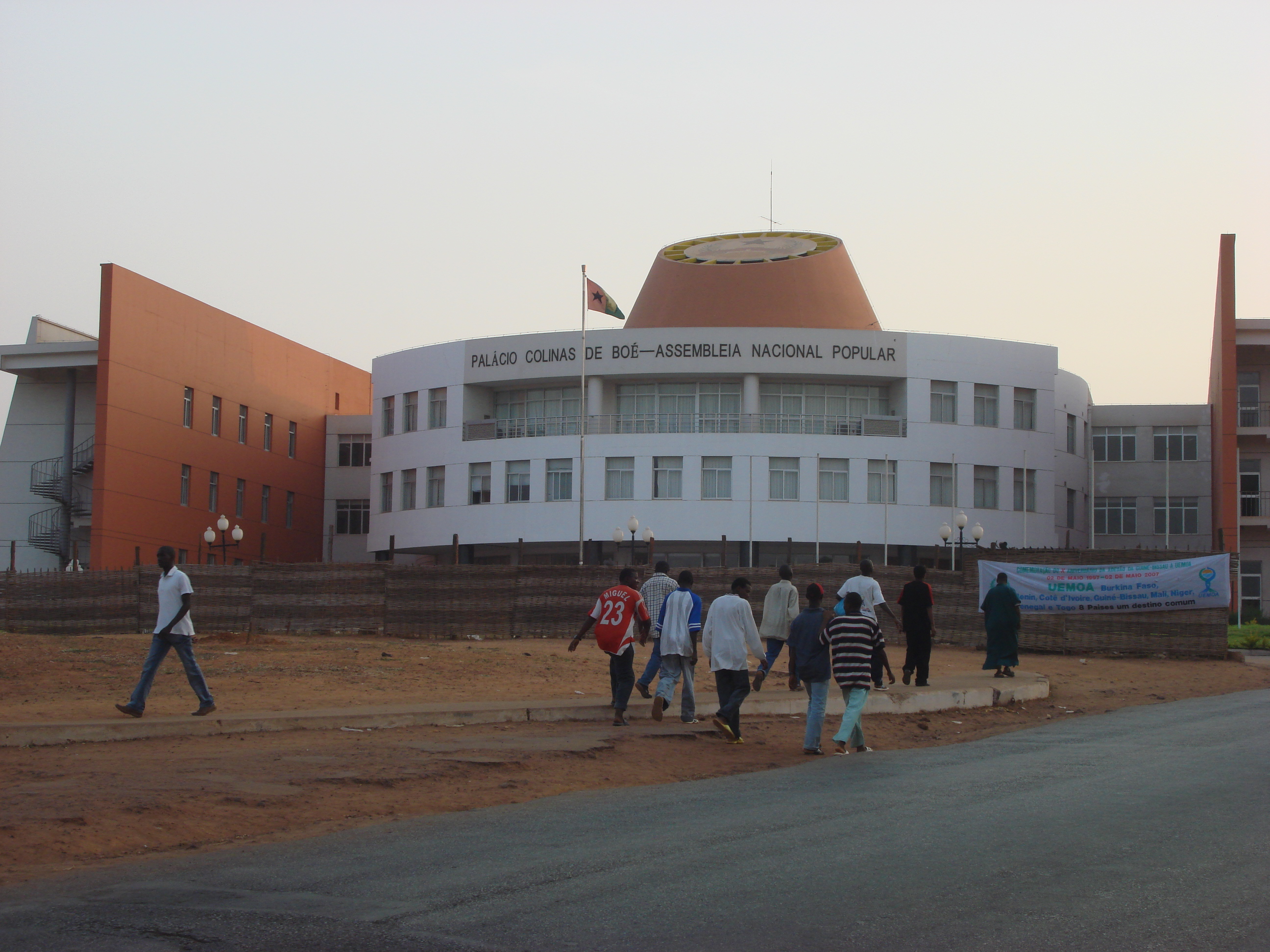
L'Assemblea Nacional Popular.

L'Assemblea Nacional Popular (Assembleia Nacional Popular) té 102 membres, elegits per un mandat de quatre anys en circumscripcions plurinominals.

## Partits polítics i eleccions
Les darreres eleccions foren les eleccions generals de Guinea Bissau de 2014 en que les eleccions presidencials van tenir el següent resultat:
| Candidat                                                                                   | Partit                                                     | Primera volta | Primera volta | Segona volta | Segona volta |
| Candidat                                                                                   | Partit                                                     | Votes         | %             | Votes        | %            |
| ------------------------------------------------------------------------------------------ | ---------------------------------------------------------- | ------------- | ------------- | ------------ | ------------ |
| José Mário Vaz                                                                             | PAIGC                                                      | 257,572       | 40.89         | 364,394      | 61.92        |
| Nuno Gomes Nabiam                                                                          | Independent                                                | 156,163       | 24.79         | 224,089      | 38.08        |
| Paulo Gomes                                                                                | Independent                                                | 65,490        | 10.40         |              |              |
| Abel Incanda                                                                               | Partit de Renovació Social                                 | 43,890        | 6.97          |              |              |
| Mamadú Iaia Djaló                                                                          | Partit de la Nova Democràcia                               | 28,535        | 4.53          |              |              |
| Ibraima Sory Djaló                                                                         | Partit de Reconciliació Nacional                           | 19,497        | 3.10          |              |              |
| Antonio Afonso Té                                                                          | Partit Republicà per la Independència i el Desenvolupament | 18,808        | 2.99          |              |              |
| Helder Vaz Lopes                                                                           | Independent                                                | 8,888         | 1.41          |              |              |
| Domingos Quadé                                                                             | Independent                                                | 8,607         | 1.37          |              |              |
| Aregado Mantenque Té                                                                       | Partit dels Treballadors                                   | 7,269         | 1.15          |              |              |
| Luis Nancassa                                                                              | Independent                                                | 7,012         | 1.11          |              |              |
| Jorge Malú                                                                                 | Independent                                                | 6,125         | 0.97          |              |              |
| Cirilo Rodrigues de Oliveira                                                               | Partit Socialista                                          | 2,070         | 0.33          |              |              |
| Nuls/blancs                                                                                | Nuls/blancs                                                | 62,514        | –             | 18,053       | –            |
| Total                                                                                      | Total                                                      | 692,440       | 100           | 606,536      | 100          |
| Votants registrats/participació                                                            | Votants registrats/participació                            | 775,508       | 89.29         | 775,508      | 78.21        |
| Font: CNE Arxivat 2014-04-24 a Wayback Machine., CNE Arxivat 2014-05-21 a Wayback Machine. |                                                            |               |               |              |              |

Després de les eleccions de 2014 l'Assemblea Nacional Popular ha quedat composta així
| Partit | Vots    | %     | Escons | +/– |
| --- | ------- | ----- | ------ | --- |
| PAIGC | 281,408 | 47.98 | 57     | –10 |
| Partit de Renovació Social                                                                                 | 180,432 | 30.76 | 41     | +13 |
| Partit de la Nova Democràcia                                                                               | 28,581  | 4.87  | 1      | 0   |
| Partit de Convergència Democràtica                                                                         | 19,757  | 3.37  | 2      | +1  |
| Partit Republicà per la Independència i el Desenvolupament                                                 | 17,919  | 3.06  | 0      | –3  |
| Unió pel Canvi                                                                                             | 10,803  | 1.84  | 1      | +1  |
| Unió Patriòtica Guineana                                                                                   | 10,919  | 1.86  | 0      | 0   |
| Resistència de Guinea Bissau-Moviment Bafatá                                                               | 9,502   | 1.62  | 0      | Nou |
| Partit de la Reconciliació Nacional                                                                        | 7,903   | 1.35  | 0      | 0   |
| Partit del Manifest del Poble                                                                              | 4,101   | 0.70  | 0      | Nou |
| Partit Unit Social Democràtic                                                                              | 4,048   | 0.69  | 0      | 0   |
| Partit dels Treballadors                                                                                   | 3,659   | 0.62  | 0      | 0   |
| Partit Socialista                                                                                          | 3,480   | 0.59  | 0      | 0   |
| Partit Social Democràtic                                                                                   | 2,302   | 0.39  | 0      | 0   |
| Front Democràtic Social                                                                                    | 1,710   | 0.29  | 0      | 0   |
| Nuls/blancs                                                                                                | 100,352 | –     | –      | –   |
| Total | 686,876 | 100   | 102    | +2  |
| Votants registrats/participació                                                                            | 775,508 | 88.57 | –      | –   |
| Font: CNE Arxivat 2014-04-24 a Wayback Machine. (escons), CNE Arxivat 2014-04-24 a Wayback Machine. (vots) |         |       |        |     |

## Branca judicial
La Cort Suprema (Supremo Tribunal da Justiça) es compon de nou jutges que són nomenats pel president i serveixen al seu gust, cort final d'apel·lacions en la causa penal i civil. Hi ha Tribunals regionals, un a cadascuna de les nou regions, primera cort d'apel·lacions de decisions dels tribunals sectorials, escolten tots els casos de delictes greus i casos civils per valor de més de 1,000 $ i 24 tribunals sectorials, els jutges no són necessàriament llicenciats en dret, atenen els casos civils de menys de 1.000 $ i causes penals per delictes menors.

## Divisions administratives
Guinea-Bissau és dividida en 9 regions (regioes, singular - regiao); Bafata, Biombo, Bissau, Bolama, Cacheu, Gabu, Oio, Quinara, Tombali.

nota: Bolama podria haver estat reanomenada Bolama/Bijagos

## Participació en organitzacions internacionals
ACCT (associat),
EACP,
BAD,
CEPA,
CEDEAO,
FAO,
FZ,
G-77,
BIRD,
OACI,
CIOSL,
CRIMLC,
AIF,
BID,
FIDA,
CFI,
FISCRMLR,
OIT,
FMI,
OMI,
Intelsat,
Interpol,
COI,
IOM,
UIT,
MPNA,
OUA,
OCI,
OPAQ,
ONU,
UNCTAD,
UNESCO,
UNIT,
UPU,
BDAO (regional),
UEMOA,
FSM,
OMS,
OMPI,
OMM,
OMT,
OMC